# Jornal Nacional – Modo de Fazer
Jornal Nacional – Modo de Fazer é um livro do jornalista e apresentador de televisão brasileiro William Bonner, lançado em 2009, que mostra como é feito diariamente o Jornal Nacional. Foi o décimo oitavo livro mais vendido no Brasil em 2009 na categoria não-ficção, conforme a revista Veja.